# الأكاديمية الصينية لتكنولوجيا الفضاء
الأكاديمية الصينية لتكنولوجيا الفضاء ( CAST ) (في اللغة الصينية: 中国空间技术研究院; في نظام بينيين: Zhōngguó Kōngjiān Jìshù Yánjiūyuàn ) هي وكالة فضاء صينية تابعة لمؤسسة علوم وتكنولوجيا الفضاء الصينية (CASC). تأسست الوكالة في 20 فبراير 1968 ، وهي المنشأة الرئيسية لتطوير وإنتاج المركبات الفضائية في الصين. في 24 أبريل 1970، أطلقت الاكاديمية الصينية لتكنولوجيا الفضاء بنجاح أول قمر صناعي صيني دونغ فانغ هونغ 1.

## برامج رحلات الفضاء
تقوم الاكاديمية الصينية لتكنولوجيا الفضاء بتصميم وتصنيع الأقمار الصناعية دونغ فانغ هونغ.

## الجدل
الاكاديمية الصينية لتكنولوجيا الفضاء هي المساهم الأكبر في شركة تشاينا سبيسات المدرجة. في 30 يونيو 2020 ، تمتلك الاكاديمية الصينية لتكنولوجيا الفضاء 51.46٪ من شركة تشاينا سبيسات. في أغسطس 2020 ، نشرت وزارة الدفاع الأمريكية أسماء الشركات المرتبطة بجيش التحرير الشعبي والتي تعمل بشكل مباشر أو غير مباشر في الولايات المتحدة. تم إدراج شركة تشاينا سبيسات في القائمة. في تشرين الثاني (نوفمبر) 2020 ، أصدر دونالد ترامب أمرًا تنفيذيًا يحظر على أي شركة أمريكية أو فرد أمريكي امتلاك أسهم في الشركات التي أدرجتها وزارة الدفاع الأمريكية على أنها مرتبطة بجيش التحرير الشعبي ، بما في ذلك شركة Chinaتشاينا سبيسات.

## روابط خارجية
- الموقع الرسمي